# De Heeze (wijk)
De Heeze is een wijk binnen het stadsdeel Zuidwest in de Nederlandse stad Apeldoorn. Het grootste gedeelte bestaat uit woningen die in de periode van 1975 tot 1980 zijn gebouwd. Een klein gedeelte is vooroorlogs. Dat zijn in de meeste gevallen vrijstaande eengezinswoningen. Er staan twee appartementengebouwen voor ouderen aan de Sikkel en de Haarhamer.
De Heeze telt ongeveer 2.410 inwoners. De wijk is ca. 32 ha groot, waarvan ca. 1,7 ha openbare ruimte. De wijk wordt bij benadering begrensd door de Eendrachtstraat, de Arnhemseweg, de Europaweg en de Jachtlaan.